# Mrówki (Ryn)
Pour les articles homonymes, voir Mrówki.
Mrówki est un village polonais de la voïvodie de Varmie-Mazurie, dans le powiat de Giżycko.